# 小行星57879
小行星57879（57879 Cesarechiosi）是一颗绕太阳运转的小行星，为主小行星带小行星。该小行星于2002年1月2日发现。
該小行星以義大利天體物理學家切薩雷·奇奧西（Cesare Chiosi）命名。

## 轨道参数
小行星57879的轨道半长轴为2.7531148 UA，离心率为0.152。